# Chicago Film Critics Association Awards 2010
La cerimonia di premiazione della 23ª edizione dei Chicago Film Critics Association Awards si è tenuta a Chicago, Illinois, il 20 dicembre 2010, per premiare i migliori film prodotti nel corso dell'anno.

## Vincitori e candidati
I vincitori sono indicati in grassetto.

### Miglior film
- The Social Network, regia di David Fincher
- Il cigno nero (Black Swan), regia di Darren Aronofsky
- Inception, regia di Christopher Nolan
- Il discorso del re (The King's Speech), regia di Tom Hooper
- Un gelido inverno (Winter's Bone), regia di Debra Granik

### Miglior attore
- Colin Firth - Il discorso del re (The King's Speech)
- Jeff Bridges - Il Grinta (True Grit)
- Jesse Eisenberg - The Social Network
- James Franco - 127 ore (127 Hours)
- Ryan Gosling - Blue Valentine

### Migliore attrice
- Natalie Portman - Il cigno nero (Black Swan)
- Annette Bening - I ragazzi stanno bene (The Kids Are All Right)
- Jennifer Lawrence - Un gelido inverno (Winter's Bone)
- Michelle Williams - Blue Valentine
- Lesley Manville - Another Year

### Miglior attore non protagonista
- Christian Bale - The Fighter
- Andrew Garfield - The Social Network
- John Hawkes - Un gelido inverno (Winter's Bone)
- Mark Ruffalo - I ragazzi stanno bene (The Kids Are All Right)
- Geoffrey Rush - Il discorso del re (The King's Speech)

### Migliore attrice non protagonista
- Hailee Steinfeld - Il Grinta (True Grit)
- Amy Adams - The Fighter
- Helena Bonham Carter - Il discorso del re (The King's Speech)
- Melissa Leo - The Fighter
- Jacki Weaver - Animal Kingdom

### Miglior regista
- David Fincher - The Social Network
- Tom Hooper - Il discorso del re (The King's Speech)
- Darren Aronofsky - Il cigno nero (Black Swan)
- Debra Granik - Un gelido inverno (Winter's Bone)
- Christopher Nolan - Inception

### Miglior fotografia
- Wally Pfister - Inception
- Matthew Libatique - Il cigno nero (Black Swan)
- Robert Richardson - Shutter Island
- Jeff Cronenweth - The Social Network
- Roger Deakins - Il Grinta (True Grit)

### Miglior colonna sonora originale
- Clint Mansell - Il cigno nero (Black Swan)
- John Adams - Io sono l'amore (I Am Love)
- Hans Zimmer - Inception (Inception)
- Trent Reznor e Atticus Ross - The Social Network (The Social Network)
- Carter Burwell - Il Grinta (True Grit)

### Migliore sceneggiatura originale
- Christopher Nolan - Inception (Inception)
- Mark Heyman, Andres Heinz e John McLaughlin - Il cigno nero (Black Swan)
- Jesse Armstrong, Sam Bain e Chris Morris - Four Lions (Four Lions)
- Lisa Cholodenko e Stuart Blumberg - I ragazzi stanno bene (The Kids Are All Right)
- David Seidler - Il discorso del re (The King's Speech)

### Migliore sceneggiatura non originale
- Aaron Sorkin - The Social Network
- David Lindsay-Abaire - Rabbit Hole
- Michael Arndt - Toy Story 3 - La grande fuga (Toy Story 3)
- Joel ed Ethan Coen - Il Grinta (True Grit)
- Debra Granik e Anne Rosellini - Un gelido inverno (Winter's Bone)

### Miglior film d'animazione
- Toy Story 3 - La grande fuga (Toy Story 3), regia di Lee Unkrich
- Cattivissimo me (Despicable Me), regia di Pierre Coffin e Chris Renaud
- Dragon Trainer (How to Train Your Dragon), regia di Chris Sanders e Dean DeBlois
- L'illusionista (The Illusionist), regia di Sylvain Chomet
- Rapunzel - L'intreccio della torre (Tangled), regia di Nathan Greno e Byron Howard

### Miglior film documentario
- Exit Through the Gift Shop, regia di Banksy
- Inside Job, regia di Charles Ferguson
- Restrepo - Inferno in Afghanistan (Restrepo), regia di Tim Hetherington e Sebastian Junger
- The Tillman Story, regia di Amir Bar-Lev
- Waiting for "Superman", regia di Davis Guggenheim

### Miglior film in lingua straniera
- Il profeta (Un prophète), regia di Jacques Audiard (Francia)

### Miglior regista rivelazione
- Derek Cianfrance - Blue Valentine
- Banksy - Exit Through the Gift Shop
- David Michôd - Animal Kingdom
- Aaron Schneider - The Funeral Party (Get Low)
- John Wells - The Company Men

### Miglior performance rivelazione
- Jennifer Lawrence - Un gelido inverno (Winter's Bone)
- Armie Hammer - The Social Network
- Katie Jarvis - Fish Tank
- Tahar Rahim - Il profeta (Un prophète)
- Hailee Steinfeld - Il Grinta (True Grit)